# Bee Gees Gold
Bee Gees Gold es el primer álbum compilatorio, de los Bee Gees lanzado solamente en Norteamérica y Japón, que se concentró en los primeros éxitos de los Bee Gees. Fue etiquetado como el volumen 1, donde se incluyeron los top 40 desde 1967 hasta 1972 (excepto por First of May, la cual fue reemplazada por I Can't See Nobody). Este álbum fue un intento por reemplazar las compilaciones anteriores Best of Bee Gees y Best of Bee Gees, Volume 2. Alcanzó el puesto #50 en la lista de álbumes de Billboard al mismo tiempo que los Bee Gees estaban topando las listas con el nuevo sonido R&B/Disco del álbum Children of the World. «Gold» fue disco de oro en Estados Unidos en enero de 1978 y ha vendido 1.3 millones de copias hasta la fecha. El supuesto segundo volumen de «Gold» nunca fue lanzado, y en reemplazo fue lanzado Bee Gees Greatest, que reunió la era disco de la banda desde 1975 hasta 1979.
«Gold» nunca fue lanzado en formato CD, aunque las dos compilaciones que el álbum reemplazó fueron lanzados a fines de los 80. Las versiones en casete estuvieron disponibles en los 90.

## Lista de temas
Lado uno
1. How Can You Mend a Broken Heart? 3:57
2. Holiday 2:52
3. To Love Somebody 2:58
4. Massachusetts 2:22
5. Words 3:13
6. Lonely Days 3:46

Lado dos
1. Run To Me 3:10
2. I've Gotta Get a Message to You 2:59
3. My World 4:18
4. I Can't See Nobody 3:43
5. I Started a Joke 3:04
6. New York Mining Disaster 1941 2:09

- Datos: Q791868